# Multioppia tenue
Multioppia tenue är en kvalsterart som beskrevs av Sandór Mahunka och Luise Mahunka-Papp 1999. Multioppia tenue ingår i släktet Multioppia och familjen Oppiidae. Inga underarter finns listade i Catalogue of Life.